# 9260 Edwardolson
A 9260 Edwardolson (ideiglenes jelöléssel 1953 TA1) a Naprendszer kisbolygóövében található aszteroida. Az Indiana Universityn fedezték fel 1953. október 8-án.